# Campeonato Capixaba 2011
In 2011 werd het 95ste Campeonato Capixaba gespeeld voor voetbalclubs uit de Braziliaanse staat Espírito Santo. De competitie werd georganiseerd door de FES en werd gespeeld van 21 januari tot 29 mei. Estrela do Norte, Jaguaré, Rio Bananal en Vilavelhense hadden de competitie verlaten voor de start. São Mateus werd kampioen.

## Eerste fase
| Plaats | Club           | Wed. | W | G | V | Saldo | Ptn. |
| ------ | -------------- | ---- | - | - | - | ----- | ---- |
| 1.     | Rio Branco     | 14   | 8 | 3 | 3 | 23:21 | 27   |
| 2.     | Vitória        | 14   | 7 | 2 | 5 | 20:13 | 23   |
| 3.     | Linhares       | 14   | 7 | 1 | 6 | 22:22 | 22   |
| 4.     | São Mateus     | 14   | 6 | 4 | 4 | 28:19 | 22   |
| 5.     | Aracruz        | 14   | 6 | 6 | 2 | 23:15 | 18   |
| 6.     | Colatina       | 14   | 4 | 3 | 7 | 16:24 | 15   |
| 7.     | Espírito Santo | 14   | 3 | 5 | 6 | 18:29 | 14   |
| 8.     | Serra          | 14   | 1 | 4 | 9 | 12:19 | 7    |

|  | Geplaatst voor tweede fase |

## Tweede fase
In geval van gelijkspel gaat de club met de beste notering in de competitie door. 
|  | Halve finale | Halve finale | Halve finale |   |            | Finale | Finale | Finale |
|  |              |              |              |   |            |        |        |        |
|  | Rio Branco   | 0            | 1            |   |            |        |        |        |
|  | São Mateus   | 2            | 2            |   |            |        |        |        |
|  | São Mateus   | 2            | 2            |   | São Mateus | 1      | 2      |        |
|  |              |              |              |   | São Mateus | 1      | 2      |        |
|  |              | Linhares     | 1            | 0 |            |        |        |        |
|  | Vitória      | Linhares     | 1            | 0 | 1          | 1      |        |        |
|  | Vitória      |              |              |   | 1          | 1      |        |        |
|  | Linhares     | 2            | 1            |   |            |        |        |        |

Details finale
|             |              |       |         |                                               |
| 23 mei Heen | Rio Branco   | 1 – 0 | Vitória | Estádio Engenheiro Alencar Araripe, Cariacica |
| 23 mei Heen | Humberto 88' |       |         | Estádio Engenheiro Alencar Araripe, Cariacica |

|              |         |       |            |                                               |
| 30 mei Terug | Vitória | 0 – 0 | Rio Branco | Estádio Engenheiro Alencar Araripe, Cariacica |
| 30 mei Terug |         |       |            | Estádio Engenheiro Alencar Araripe, Cariacica |

| São Mateus |  | Rio Branco |

### Kampioen
| Campeonato Capixaba de 2011    |
| Espírito Santo                 |
| ------------------------------ |
| SÃO MATEUS Kampioen (2° titel) |